# Camp Rock
Camp Rock là một bộ phim truyền hình bom tấn có sự tham gia của ban nhạc Jonas Brothers nổi tiếng và ngôi sao Disney Demi Lovato. Bộ phim đã thu hút 8,9 triệu người xem trong thời gian ra mắt trên kênh Disney Mỹ, trở thành phim Disney có số người xem cao thứ 2 trong một buổi ra mắt sau High School Musical 2, tại châu Á được xem bởi 2,92 triệu người.

## Nội dung
Mitchie Torres (Demi Lovato) là 1 cô gái teen trong sáng, tốt bụng, hát hay và có tài sáng tác nhạc, cô rất muốn được tham gia trại Camp rock trong mùa hè - nơi huấn luyện kỹ năng ca hát cho thanh niên nhưng phải phụ bố mẹ làm ở quán ăn trong cả mùa hè. May mắn thay, mẹ Mitchie được nhận vào làm đầu bếp cho các thành viên trại Camp rock nên Mitchie được "ngoại lệ". Vào trại, Mitchie rất ấn tượng với không khí sôi nổi, đầy tiếng nhạc và các điệu nhảy sôi động. Cô gặp Caitlyn Gellar(Alyson Stoner) và trở thành bạn bè thân thiết, Caitlyn là DJ, cô hay mang theo mình chiếc laptop. Caitlyn là người duy nhất không quan tâm đến giàu có hay sành điệu, chính vì vậy cô thường xuyên trục trặc với Tess Tyler (Meaghan Jette Martin)- Camp Rock diva đồng thời là con gái của ca sĩ nhạc pop T.J. Tyler. Dù Caitlyn rất ghét Tess, Mitchie lại mê tít cô nàng xấu tính này. Mitchie đã nói dối với nhóm của Tess rằng cô cũng là con nhà giàu, mẹ cô làm chủ của Hot Tunes ở Trung Quốc. Tess và Ella (Anna Maria Perez de Tagle), Peggy "Warburton" Dupree(Jasmine Richards)- hai cô bạn thân, cũng là thành viên cùng nhóm nhạc thấy hay nên đã đồng ý cho Mitchie vào chơi cùng.
Shane Gray (Joe Jonas)- ca sĩ nhạc Rock nổi tiếng bị 2 thành viên cùng nhóm nhạc là Jason (Kevin Jonas) and Nate (Nick Jonas) đưa vào trại Camp rock vì vướng vào rắc rối với hãng sản xuất nhạc. Shane phải vào trại hè để dạy mọi người các kỹ năng nhảy (trong đó thể hiện qua bài hát "Start the party"). Trong 1 lần bị fan trong trại đuổi theo đến nỗi phải trốn vào bụi cây cạnh 1 phòng luyện tập, Shane đã vô tình nghe thấy giọng hát nữ ngọt ngào, trong trẻo (Chính là Mitchie đang hát "This is me" với cây đàn piano). Nhưng khi Shane vào thì Mitchie đã đi mất và Shane không thể quên được bài hát mà cô gái bí ẩn đó. Shane không biết làm sao để có thể tìm được cô gái đó và liền tổ chức cuộc thi hát cho nữ và mong có thể gặp lại cô ấy. Nhưng kết quả không thành công vì Mitchie không tham gia thử giọng.
Một lần, Shane và Mitchie gặp nhau trong bếp trại- nơi mẹ của Mitchie làm việc, sợ bị lộ tẩy bí mật rằng Mitchie là con gái đầu bếp nên Mitchie đã lấy bột bánh phủ lên mặt mình để không ai nhận ra. Mitchie và Shane có một chút bất đồng vì Shane nói năng quá kiêu ngạo, cô đã phê bình và cuối cùng, Shane cũng đã tự nói năng nhẹ nhàng hơn. Mitchie, Shane thỉnh thoảng có gặp nhau và nói chuyện như những người bạn, Shane kể cho Mitchie về "cô gái đặc biệt", nhưng Mitchie không hề biết rằng cô chính là người Shane tìm kiếm.
Tess Tyler thì dần dần ghen ăn tức ở với Mitchie vì cô là 1 mới của trại mà người lại luôn được mọi người khen về giọng hát và khả năng sáng tác. Tess tức tối khi thấy Mitchie và Shane chèo thuyền cùng nhau, cô đã cố và cô đã tình cờ tìm ra được bí mật mà Mitchie đang che giấu về gia cảnh của mình. Trong đêm Trại lửa, Shane và hai người bạn của mình hát bài "Play my music" do Shane sáng tác. Sau khi nghe hát xong, Tess đã "chất vấn" Mitchie ngay giữa nơi đông người. Mitchie ngậm ngùi nói sự thật và khiến Shane đã bị tổn thương. Shane nghĩ rằng Mitchie chỉ muốn là bạn của Shane để lên danh chứ không phải là con người thật của anh. Shane và các bạn cùng trại đã xa lánh Mitchie. Chỉ duy còn Caitlyn là giúp đỡ cô.
Khi đi loanh quanh nhà Shane, Tess thấy Shane hát bài "This is me" mà Mitchie sáng tác nên biết được cô gái trong mơ của Shane là Mitchie. Vì vậy, Tess tìm cách để Mitchie không được thi hát trong Final Jam - 1 cuộc thi lớn giữa các thành viên Camp rock. Cô đổ tội cho Mitchie ăn cắp chiếc vòng tay đem lại may mắn cho cô mà cô hay đeo.Thầy giáo liền phạt và nói rằng "cô bị đình chỉ không được thi cho đến hết cuộc thi"
Ngay trước khi cuộc thi diễn ra, nhóm Tess tập lại lần cuối nhưng vẫn trục trặc, không đúng yêu cầu của Tess nên cô lại cáu gắt. Ella và Peggy tức giận vì từ trước đến nay, Tess chỉ biết mắng mỏ nên đã quyết định bỏ nhóm. Tess đành phải hát một mình bài "Two stars", mẹ cô đến xem đã là 1 nguồn động viên rất lớn cho cô. Tuy nhiên, khi đang quay lưng để bước qua những chiếc gương trên sân khấu, Tess vẫn cố ngoái lại nhìn mẹ nhưng lại thấy bà đang mải gọi điện thoại chứ không xem con gái hát. Lúng túng, Tess ngã và phải bỏ dở, cô buồn và chạy vào sau cánh gà khóc. Ella và Peggy sau khi rời nhóm đã có những tiết mục riêng, Ella hát bài "Hasta La Vista" còn Peggy đánh ghi-ta hát "Here I am". Peggy hát và nhớ tới những lúc tập nhảy, tập hát với Ella và Tess, giận nhưng thương Tess, cô hát với cảm xúc dạt dào chực muốn khóc.
Sau khi Peggy hát xong.Bất chợt Mitchie đến và nói với thầy giáo "đến hết cuộc thi rồi đấy ạ".Thầy giáo đã nói với Mitchie là không được đến cho đến hết cuộc thi (đó là câu nói mẹo). Khi Mitchie đến đoạn điệp khúc của "This is me", Shane nhận ra giọng hát của "cô gái đặc biệt" mà mình vẫn hằng nhớ đến. Anh đã cầm mic và hát bài cùng với Mitchie đoạn điệp khúc của bài hát "Gotta find you" ---"You're the voice i hear inside my head, the reason that i'm singing, i gotta find you, i need to find you, you're the missing piece i need the song inside of me, i need to find you, i gotta find you...."---

Các diễn viên của Camp Rock, biểu diễn ca khúc We Rock.

Kết quả thắng cuộc của Final Jam đã thuộc về tác giả bài hát "Here i am" của Peggy. Sau đó cả trại đã tưng bừng cùng nhau với "We rock".

## Hoạt động
- 13/5: Disney Press xuất bản cuốn sách Camp Rock: the Junior Novel (Lucy Ruggles) dựa trên "bộ-phim-sẽ-thành-hit" Camp Rock + Sách ảnh Camp Rock.
- 3/6: Disney Channel's Camp Rock: Những ký ức âm nhạc (Cynthia Stierle)
- 13/6: Album ảnh với poster đủ kích cỡ.
- 13/6: Sticker Camp Rock
- 13/8: Lịch Disney Camp Rock 2009
- 19/8: DVD Camp Rock: Extended Rock Star Edition bán tại US.
- 16/9: CD Disney Karaoke Series: Camp Rock được bán ra.
- Ngoài ra quần áo, phụ kiện, đồ chơi, búp bê...Camp Rock cũng đang được bán với số lượng có hạn trên Amazon.com, Target.com.

## Nhạc phim
Album nhạc phim Camp Rock đã đánh vào bảng xếp hạng Billboard 200 tại vị trí thứ 3, với 188,000 bản đã được tiêu thụ ngay trong tuần đầu phát hành.